# Долгоруков, Алексей Николаевич (1750)
Князь Алексе́й Никола́евич Долгору́ков (1750—1816) — русский военачальник, генерал-лейтенант.

## Биография
Принадлежал к небогатой старшей ветви Долгоруковых. Внук сосланного в Березов князя Алексея Григорьевича Долгорукова, члена Верховного Тайного совета при Петре II. Сын капитана Преображенского полка князя Николая Алексеевича Долгорукова (1713—1790) от первого его брака с княжной Натальей Сергеевной Голицыной (1715—1755).
Николай Алексеевич был братом неудачливой невесты императора — Екатерины Долгорукой. После поражения семьи был заключен в Соловецкий монастырь и лишен части языка. При императрице Елизавете Петровне помилован. Он поселился в Москве и в 1742 году ему были возвращены конфискованные имения.

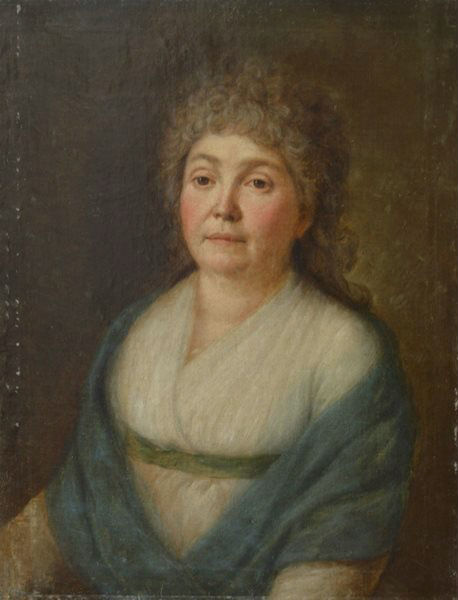
Александра Долгорукова

Его старший сын, Алексей с младенчества был записан на военную службу. В 1766 поступил в лейб-гвардии Преображенский полк из полковых сержантов. С 1768 года подпоручик. В 1776 года капитан лейб-гвардии Преображенского полка. В 1779 году в чине капитана переведён в армию полковником. С 1793 года генерал-майор, а с марта 1808 года генерал-лейтенант. С началом Отечественной войны 1812 года с московским ополчением принимал участие в Бородинском сражении.
Служил в Военной коллегии. Будучи масоном, состоял членом Дружеского ученого общества.
Умер 28 октября 1816 года, похоронен на кладбище Донского монастыря в Москве. Его могилу венчает памятник в виде колонки с рустом. По отзыву современника, был человек добрый и храбрый.
От брака с вдовой генерала Александрой Александровной Иваненко (1765—01.01.1809; урож. Коробовская) детей не имел.

## Награды
- Награждён орденом Св. Георгия 4-й степени (№ 1019; 26 ноября 1793).
- Также награждён другими орденами Российской империи.